# Dendrochilum dolichobrachium
Dendrochilum dolichobrachium là một loài thực vật có hoa trong họ Lan. Loài này được (Schltr.) Merr. mô tả khoa học đầu tiên năm 1921.